# Hans Dorn (Mechaniker)
Hans Dorn (* zwischen 1430 und 1440 möglicherweise in Sachsen; † 1506 in Wien) war ein österreichischer Dominikaner und Mechaniker, der an der Schwelle zwischen dem Mittelalter und der Neuzeit neuartige Sonnenuhren und astronomische Instrumente schuf.

## Leben
Über Hans Dorn gibt es nur sehr spärliche Informationen. Georg Tannstetter zählt ihn unter den Schülern von Georg Peuerbach und Johannes Regiomontanus auf: Da Peurbach, der Lehrer Regiomontanus', bereits 1461 verstarb, dürfte Hans Dorn in den 1450er-Jahren an der Wiener Universität bei den beiden studiert haben und in diesem Fall möglicherweise mit einem aus Sachsen stammenden Johannes de Dorn zu identifizieren sein, der am 14. April 1447 an der philosophischen Fakultät, wo auch die mathematischen Fächer einschließlich der Astronomie beheimatet waren, immatrikuliert wurde. Laut Tannstetter trat er erst in der anschließenden Zeit in den Orden der Dominikaner ein (jedenfalls vor 1478/79, siehe unten), schuf als Mitglied des Ordens bedeutende astronomische Instrumente und verbrachte sein Leben angeblich im Wiener Kloster des Ordens, wo er in hohem Alter verstarb und bestattet wurde.
Tatsächlich gehörte Dorn zu den Gelehrten, die seit den späten 1460er-Jahren nach Ungarn an die von König Matthias Corvinus mit päpstlicher Approbation vom 19. Mai 1465 gegründete Universitas Istropolitana in Bratislava kamen, wo Regiomontanus gemeinsam mit seinem zu dieser Zeit engsten Mitarbeiter, dem polnischen Astronom Marcin Bylica aus Olkusz (im deutschen Sprachgebiet besser bekannt als Martin Ilkusch) im Juli 1467 zur Eröffnungsfeier der Universität eintraf. Bylica, der auf mehreren Instrumenten Hans Dorns mit seinem Namen und Wappen als Auftraggeber ausgewiesen ist, erlangte in den darauffolgenden Jahren eine einflussreiche Stellung als Hofastronom und astrologischer Berater Corvins. Als die Universität Istropolitana 1471 von vielen Professoren verlassen wurde, etablierte sich Bylica bis zum Tod Corvins († 1490) dauerhaft an dessen Hof in Buda, während Regiomontanus nach Nürnberg ging und wahrscheinlich auch Dorn nach Wien zurückkehrte. Seit etwa 1476 befand er sich jedoch erneut für einige Jahre in ungarischen Diensten in Buda, wo er mit Bylica an der Einrichtung eines Observatoriums beteiligt war, und von wo er 1478 gemeinsam mit Bylica nach Nürnberg entsandt wurde mit dem Auftrag, die Bücher und Instrumente aus dem Nachlass ihres zwischenzeitlich verstorbenen Lehrers Regiomontanus (1476) für den ungarischen Hof zu erwerben. Während des Aufenthalts in Nürnberg, der sich bis 1479 hinzog, ist Dorn als der „andechtige geistliche bruder hanns Dorn predigerordens“ bezeugt, so dass er zu dieser Zeit Mitglied des Ordens (offizieller Name: Ordo Praedicatorum) gewesen war. Nachdem das Anliegen der beiden durch einen Beschluss des Nürnberger Rates vom 20. Februar 1479 abschlägig beschieden worden war, kehrte Bylica nach Buda zurück, und mit ihm möglicherweise auch Dorn, der in den folgenden Jahren mehrere Instrumente für Bylica baute. Spätestens nach dem Tod Corvins († 1490) ist er dann nach Wien zurückgekehrt, da er sich 1491 auf einem seiner Instrumente, einem Nocturlabium kombiniert mit einer Büchsensonnenuhr, inschriftlich als „HANNS DORN PREDIGER ORDEN VON WIEN“ bezeichnet,. Auch Thomas Dainer, der 1501 als Sekretär des ungarischen Gesandten an der Römischen Kurie dem Herzog von Ferrara über dieses und weitere Instrumente Bericht erstatte, die Ladislaus II. von seinem Vorgänger Corvinus geerbt hatte, gibt dort über deren Erbauer an, dass dieser ein sehr alter Dominikanermönch in Wien sei.
Einige seiner Geräte wurden von Bylica aus Buda nach Krakau mitgenommen, wo er sie als sein Erbe der Jagiellonen-Universität überschrieb. Nachdem Bylca 1493 gestorben war, wurden sie 1494 dort feierlich den Professoren vorgestellt. Im Wiener Dominikanerkloster ist weder das Grab, noch ein schriftliches Zeugnis des Wirkens Hans Dorns erhalten.

## Werk
Dorns Büchsensonnenuhren enthielten als erste „eine Scheibe mit dem Kurvennetz der Vorderseite des Astrolabs mit den Kurven des Äquators, der beiden Wendekreise und der ungleich langen Stunden (Planetenstunden), offenbar zur Umwandlung der gewöhnlichen Stunden in die Planetenstunden“. Bei der Vorderseite des Astrolabs handelt es sich um die stereographische Projektion der Himmelskreise auf die Tangentialebene im Nordpol. Dorn verband auch zwei Instrumente zu einem: das bereits genannte Instrument von 1491 verbindet eine Sternuhr (Noctolabium), also ein Instrument zur Bestimmung der nächtlichen Uhrzeiten anhand des Standes der nördlichen Zirkumpolarsterne, mit einer im Griff angebrachten kleinen Büchsensonnenuhr zur Bestimmung der Uhrzeiten des Lichttages anhand des Sonnenstandes. Ähnlich hat er eine Monduhr mit einer Büchsensonnenuhr kombiniert.
Eine besonders sinnige und geschichtlich innovative Verbindung zweier Instrumente ist sein bekanntestes Werk, der nach dem Auftraggeber mitbenannte „Dorn-Bylica-Globus“ von 1480, ein Globus des Sternhimmels mit einem auf dem Meridianring beweglich aufmontierten planisphärischen Astrolab, von dem zwei mit einer Gradeinteilung skalierte Viertelkreisbögen auf die Horizontplatte des Globus herabgeführt sind. Zweck und Verwendungsweise dieses Doppelinstruments wurde erst in jüngerer Zeit (1983) wieder von dem ungarischen Historiker Bartha Lajos erkannt: War der Globus mit seinem Nordpol präzise am Pol des observierten Himmels ausgerichtet und somit auch auf den geographischen Breitengrad der aktuellen Observation eingestellt, wofür ein zusätzlich angebrachter Kompass Hilfe leistete, und war er zusätzlich durch Anvisieren eines gut sichtbaren Sterns durch Ausrichtung des Meridianrings an dessen Kulminationspunkt auf die aktuelle siderische Zeit eingestellt, dann konnte für jeden durch den Loch-Diopter des drehbaren Astrolabs anvisierten Stern des Nachthimmels dessen Höhenwinkel an der Grundplatte (Mater) des Astrolabs abgelesen und anschließend durch Auffindung dieses Winkelgrades auf der Skala der mit dem Astrolab drehenden Viertelkreisbögen die Position des anvisierten Sterns auch auf dem Globus ermittelt werden. Ebenso war es umgekehrt möglich, einen auf dem Globus abgebildeten Stern unter den in die Ausgangsposition zurückgesetzten Viertelkreisbogen zu verschieben und anhand des dort dann ablesbaren Gradwinkels den Diopter des Astrolabs auf ebendiesen Stern am Nachtwinkel auszurichten. In der Literatur ist ein solcher 'Sternfinder' erstmals um 1500, also erst zwanzig Jahre nach dem Bau dieses Instruments, bei Stephan Rosinus beschrieben. Im 16. und 17. Jahrhundert hat das Verfahren dann weite Verbreitung für Zwecke der Observation im Unterricht der Astronomie erlangt.
Eindeutig mit dem Namen „Han(n)s Dorn“ signiert ist nur die mit der Sternuhr kombinierte Büchsensonnenuhr von 1491. Aufgrund einiger Besonderheiten, die für diese Sonnenuhr und einige weitere Geräte gemeinsam sind, werden auch die letzteren ihm zugeschrieben. Sie zeichnen sich alle durch gewisse Vorzüge der Wiener Schule aus und können daher nur von einem sehr geschickten Mechaniker wie Hans Dorn gebaut worden sein. Ähnlichkeiten zwischen der Büchsensonnenuhr von 1476 und einigen 1455–1456 entstandenen Geräten lassen vermuten, dass Dorn schon als Gehilfe Peuerbachs sich damals durch sorgfältige Arbeit auszeichnete. Als Erbauer der beiden Sonnenuhren an den Kirchen in Košice (Kaschau) und Spišské Podhradie (Zipser Kapitel) in der damals zu Ungarn gehörenden Slowakei kommt nur Hans Dorn in Betracht.

## Erhaltene Arbeiten
- 1476 Büchsensonnenuhr aus versilbertem und vergoldetem Messing (63 × 63 mm, Beschriftung „Istud instrumentum ad omnem regionem in universo mundi 1476“; Württembergisches Landesmuseum Stuttgart, Inv. WM 12364)
- 1477 Sonnenuhr am Dom zu Košice (eine Süduhr mit Polstab, 1886 wurde Zifferblatt geweißt und Ziffern geschwärzt)
- Sonnenuhr an der Kirche in Spišské Podhradie (eine sehr ähnliche Uhr, wie die von 1477 in Košice)
- 1479 Viereckige Büchsensonnenuhr aus vergoldetem Messing (65 × 65 mm, Beschriftung „MARIA HILF VNS AN 1479“ und „ISTVD AD OMNEM REGIONEM“, Adler-Planetarium Chicago, Sammlung Mensing, Inv. 288)[12]
- 1480 Himmelskugel aus Messing kombiniert mit Astrolab („Dorn-Bylica-Globus“, Umfang 132 cm, Gesamthöhe 124 cm, auf der südlichen Ecke der Horizontalplatte zusätzlich eingebaut ein Kompass und eine Sonnenuhr, deren schattenwerfender Faden auf die geographische Breite von 47° 31' ausgerichtet ist, was der Lage von Buda entspricht. Jagiellonische Bibliothek, Krakau)[13]
- 1481 Viereckige Büchsensonnenuhr aus vergoldetem Messing (wie die von 1479, aber mit anderem Ortsverzeichnis, Museum of the History of Science, Oxford, Inv. G425)
- Büchsensonnenuhr aus Messing mit 5 Angeln, die durch einen Stift zusammengehalten werden, mit einer Monduhr (86 × 86 mm, Museum für Kunst und Gewerbe Hamburg, Inv. 1893.2)[14]
- 1486 Messingenes Astrolab (Durchmesser 452 mm, Universitätssternwarte Krakau)[15]
- Torquetum (Türkengerät) aus Messing (nicht vollständig; erhalten: Grundplatte, Äquatorscheibe, Ekliptikscheibe mit ihrem Aufsatz der Breitenscheibe nebst der hängenden halbkreisförmigen Scheibe; Universitätssternwarte Krakau)[16]
- Armillarsphäre des Jagellonischen Globus (vermutlich 1515 mit einer neuen Erdkugel versehen und auch später verändert, Jagellonen-Universität Krakau)[17]
- 1491 Sternuhr aus versilbertem Kupfer, im Griff mit Büchsensonnenuhr kombiniert und dort signiert („HANNS DORN PREDIGER ORDEN VON WIEN“), British Museum London, Inv. 1894,0615.1)[6]